# Центр сучасного мистецтва М17
Центр сучасного мистецтва М17 (скор. ЦСМ М17) – культурна інституція, що функціонує як освітньо-дослідницька платформа та експозиційний майданчик сучасного мистецтва України. Один з найбільших недержавних виставкових просторів у Києві. Існує завдяки реалізованим проєктам та підтримці партнерів і меценатів.

## Історія

### Історія будівлі
Будівля М17 загальною площею 1238 м² зведена у 1992 році як виставкова зала Київської організації Національної спілки художників України. У березні того року в цьому просторі відкрилася виставка митців Паркомуни під назвою «Штиль» за кураторства О. Соловйова та К. Акінши. Виставка була визначною як для історії сучасного мистецтва України, позначивши фінальну межу «нової хвилі», так і згодом для формування засадничих принципів майбутнього Центру М17.
З травня 1994 по грудень 2008 року приміщення обіймав Французький культурний центр (нинішня назва – Французький інститут в Україні).

### Заснування М17
Центр сучасного мистецтва М17 був заснований у 2010 році за підтримки мецената і колекціонера сучасного мистецтва Андрія Адамовського, власника Adamovskiy Foundation. Назва запозичена від найменування літака-перехоплювача М-17 – відомий тим, що вперше випередив швидкість звуку, здійснивши політ у стратосфері. Так Центр задекларував своє прагнення, випереджаючи час, першим «перехоплювати» найбільш актуальні тенденції світового сучасного мистецтва та провадити їх в Україні.

### Перезавантаження та редизайн
Від моменту створення М17 зазнав кілька перезавантажень. Останнє відбулось у 2018 році із призначенням на посаду директорки Наталії Шпитковської.
Це перезавантаження супроводжувалося й редизайном Центру із застосуванням генеративного проєктування. В основі схеми нового фасаду квадрат, обернений під кутом 45 градусів, як алюзія на український авангард та його відомого представника – Казимира Малевича. За однією версією Малевич народився у будинку, розташованому неподалік від Центру (сучасні дослідження відсунули місце народження художника далі у Голосіївському районі, на вулицю Жилянську).
Оновлений Центр стартував у грудні 2018 із виставково-освітнім проєктом «Авангард: У пошуках четвертого виміру». Проєкт виразив намічену стратегію подальшої діяльності М17: розвивати сучасне українське мистецтво, досліджуючи його витоки, зв’язки та контексти.

## Діяльність М17

### Початок
Одним з перших виставкових проєктів новоствореного центру М17 у 2010-му став проєкт «Ті, хто прийшли у 2000-ні» (куратори: Р. Тарабукін, О. Титаренко). Він дав огляд ключових фігур молодого покоління українських митців. Колективна виставка зібрала 40 художників, серед яких Володимир Кузнєцов, Жанна Кадирова, Сергій Петлюк, Степан Рябченко, Микита Кадан, Лада Наконечна, Ксенія Гнилицька, Аліна Клейтман та інші.

### Дослідницька та виставкова діяльність

#### Від авангарду до сучасного мистецтва
У 2011 році в Центрі була представлена виставка «Італійський трансавангард», куратором якої виступив мистецтвознавець Акілле Боніто Оліва. Організатори мали на меті продемонструвати «першоджерело» міфології кінця концептуалізму та мінімалізму, що підсилила новий український еклектичну живопис як напрям кінця 80-х–90-х років (української «нової хвилі» або «українського трансавангарду»). На виставці були представлені роботи п’яти основних представників італійського трансавангарду – Сандро Кіа, Енцо Куккі, Ніколи де Маріа, Франческо Клементе, Міммо Паладіно.
До теми авангарду Центр повернувся після свого оновлення у 2018 році із дослідженням його витоків та впливів на мистецтво сучасності. Метою проєкту «Авангард: У пошуках четвертого виміру» (кураторки О. Боримська, Т. Філевська) було показати Україну «перехрестям» новацій у мистецтві першої половини ХХ сторіччя, де зародився феномен своєрідного українського авангарду. Демонструвалися твори Олександра Богомазова, Василя Єрмилова, Давида Бурлюка, Олександри Екстер, Олександра Родченка, Олександра Архипенка, Василя Кандинського, Казимира Малевича, зокрема, його останній автопортрет, та інших авангардистів.
Спеціально для проєкту київський художник CHZZ створив на стінах літнього майданчика Центру тимчасовий мурал «Мапа українського авангарду» (існував до липня 2019 року).
Також у межах проєкту «Авангард: У пошуках четвертого виміру» відбувся 4-денний міжнародний форум «Нова генерація: Художник і його покоління», присвячений 140-річчю від дня народження Казимира Малевича (кураторка Т. Філевська). До участі були запрошені дослідники авангарду з усього світу. Серед них представники Інституту Малевича (Україна), Фонду Малевича (Сполучене Королівство), Фонду Харджиєва-Чаґі (Нідерланди), Фонду Архипенка (США) та інших фундацій, а також незалежні історики мистецтва і мистецтвознавці, такі як К. Акінша, Д. Горбачов, Ж.-К. Маркаде, М. Мудрак тощо. Під час форуму було презентовано збірник статей «Казимир Малевич: Київський аспект» за редакцією Т. Філевської.

#### Сучасне безпредметне мистецтво
Влітку 2019 року М17 представив глядачам мультиекспозиційний проєкт Big Circle. Він показав, який розвиток отримали ідеї художників-авангардистів про необхідну безпредметність у мистецтві і якої специфіки набуло сучасне безпредметне мистецтво в різних точках Землі. Проєкт міжнародної колаборації Big Circle об’єднав понад 70 художників з більш як 20 країн, вперше зібравши ключові незалежні художні об’єднання у сфері безпредметного мистецтва під одним дахом, в одному «великому колі». Ініціаторами проведення виступили члени українського мистецького об’єднання KNO | Kyiv Non Objective Тіберій Сільваші, Сергій Попов, Бадрі Ґубіанурі, Олена Домбровська та Мирослав Вайда.
Проєкт також мав на меті розкрити потенціал незалежних художніх ініціатив, що комунікують одна з одною: усі учасники виставки протягом багатьох років спілкувалися та обмінювалися ідеями за допомогою мережі Інтернет. Експозиції супроводжувалися лекціями та виступами митців і кураторів з України та закордоння.
Під час проєкту мурал на стінах внутрішнього майданчика Центру замінили роботи вуличних художників Діми Греда та Івана Бєлова.

#### Нові медіа і технології
Центр зацікавлений у проведенні і стимулюванні мистецьких експериментів. У 2019 році М17 став співорганізатором першого фестивалю мистецтва та VR-технологій FRONTIER VR Art Festival (Київ, Харків), а також організував виставку «FRONTIER: Нові монументи». На виставці поряд із матеріальною скульптурою демонструвалися об’єкти у віртуальній та доповненій реальностях, VR-досвіди, створені художниками під час VR-хакатону в межах фестивалю. Учасниками проєкту стали Микита Кадан, Ксенія Гнилицька, Петро Гронський, Олексій Золотарьов, Роман Мінін, Віталій Протосеня, Віталій Кохан, Артем Волокітін та інші.
M17 Sculpture Project
Додатковим напрямом Центру є робота із сучасним тривимірним мистецтвом. Крім виставок, у 2019 році відбувся Міжнародний скульптурний форум Reforming the Space, присвячений питанням взаємодії скульптури/інсталяції та публічного простору. Спікерками на ньому стали провідні світові експертки, представниці проєктів Sculpture in the City в Лондоні (Сполучене Королівство) та Skulptur Projekte у Мюнстері (Німеччина), Йоркширського скульптурного парку (Сполучене Королівство), центру сучасного мистецтва Fondazione Merz (Італія). На виставці сучасної скульптури «Реформуючи простір», що відкрилася паралельно із форумом, український глядач зміг побачити роботу іспанського скульптора Жауме Пленси, який і сам відвідав Центр з авторською лекцією.
Влітку 2019 року Центром разом із фондом Adamovskiy Foundation ініційована перша в країні професійна премія для митців, що працюють у галузі тривимірного мистецтва – M17 Sculpture Prize. У лютому 2020 оголошено дванадцятьох номінантів на здобуття Премії.

#### Співпраця з окремими митцями
М17 співпрацює із художниками, що визначають сучасне культурне життя країни: організовує їхні персональні виставки, випрацьовує інші формати взаємодії.
У 2018 році перед центральним входом до Центру встановлено скульптуру Степана Рябченка «Явлення».
У 2019 відбулася виставка харківського вуличного художника і графіка Гамлета Зіньківського «Нічого зайвого», на якій автор представив одразу три своїх проєкти: «Шмат землі», «В очікуванні війни» та «Поляроїди 2015».
На початку 2020 року Центр повернувся до української «нової хвилі» у персональному проєкті Арсена Савадова. На виставці показали неприйнятий Мінкультом для участі у Венеційській бієнале 2019 року проєкт «Голоси любові». «Голоси любові» – відеодокументація перформансу, в якому Мерілін Монро їде до військових баз Донбасу, аби відтворити свій концерт 1954 року в Кореї. Роль Мерілін виконали Андрій (EL) Кравчук та оперна співачка Марія Максакова. Також публіка вперше побачила медіапроєкт Савадова, знятий у 2013 році на кримській Чорній річці – «Щоденник потопельника». Крім цього, одна з залів Центру була відведена під ретроспективну експозицію, що включала роботи з серій «Донбас-Шоколад», «Колективне червоне», «Книга мертвих», «Мода на кладовищі», «Commedia dell’Arte в Криму», «Андеґраунд 2000» та «Ангели».

### M17 Art & Coffee
У просторі Центру працює кафе M17 Art & Coffee з виходом на літній майданчик. Кафе є одночасно й додатковим галерейним простором зі змінними експозиціями робіт сучасних митців.

## Вибрані проєкти
- 2021 – міжнародний форум M17 Sculpture Prize International Forum;
- 2020 – виставка робіт номінантів/-ток премії у галузі тривимірного мистецтва M17 Sculpture Prize: Roots and Pollen;
- 2020 – прем'єра фільму «Акваторія», першої частини кінотрилогії «Погляд Сонця» Анатолія Ганкевича;
- 2020 – персональна виставка Віктора Сидоренка «Несвоєчасне»;
- 2020 – персональна виставка Арсена Савадова «Голоси любові»;
- 2019 – «Звітний проєкт УКФ» спільно з Українським культурним фондом;
- 2019 – фестиваль мистецтва і VR-технологій FRONTIER VR Art Festival та виставка «FRONTIER: Нові монументи»;
- 2019 – проєкт міжнародної колаборації у межах сучасного безпредметного мистецтва Big Circle за участі понад 70 художників з усього світу;
- 2019 – персональна виставка Гамлета Зіньківського «Нічого зайвого»;
- 2019 – проєкт скульптурної інтервенції в межах Kyiv Art Week «Ілюзія матерії»;
- 2019 – Міжнародний скульптурний форум Reforming the Space;
- 2019 – скульптурний проєкт «Реформуючи простір»;
- 2018 – Міжнародний форум «Нова генерація: Художник і його покоління» до 140-річчя від народження Казимира Малевича;
- 2018 – виставково-освітній проєкт «Авангард: У пошуках четвертого виміру»;
- 2011 – виставка «Італійський трансавангард» за кураторства Акілле Боніто Оліви;
- 2010 – виставка «Ті, хто прийшли у 2000-ні».

## Видання
Каталоги до виставкових проєктів:
- Авангард. У пошуках четвертого виміру: кат. до вист. проєкту / Центр сучас. мистецтва M17. – К.: HUSS, 2019. – 192 c.
- ВЕЛИКЕ КОЛО. Проєкт міжнародної колаборації у сфері сучасного безпредметного мистецтва / Центр сучас. мистецтва M17. – К.: Вид. буд. «Аванпост-Прим», 2019. – 144 c.

Спеціальні видання:
- Український авангард: перезавантаження: матеріали Міжнар. форуму «Нова генерація: Художник і його покоління»: теми, тези, події / Центр сучас. мистецтва M17. – Київ: Вид. дім «Антиквар», 2019. – 124 c.

Видання за участі Центру:
- Казимир Малевич: Київський аспект: зб. статей / за ред. Т. Філевської. – Київ: Інститут Малевича, РОДОВІД, 2019. – 330 c.